# Fort Libéria
Das Fort Libéria (auf Katalanisch Fort Libèria) ist eine eindrucksvolle Festung, oberhalb der kleinen französischen Stadt Villefranche-de-Conflent, am Nordrand der Pyrenäen. Das Fort ist über einen einmaligen unterirdischen Gang, dem „Souterrain des «1000 Marches»“ (Untergeschoss der „1000 Stufen“), direkt mit der Stadt verbunden.

## Vorgeschichte/Ausgangslage

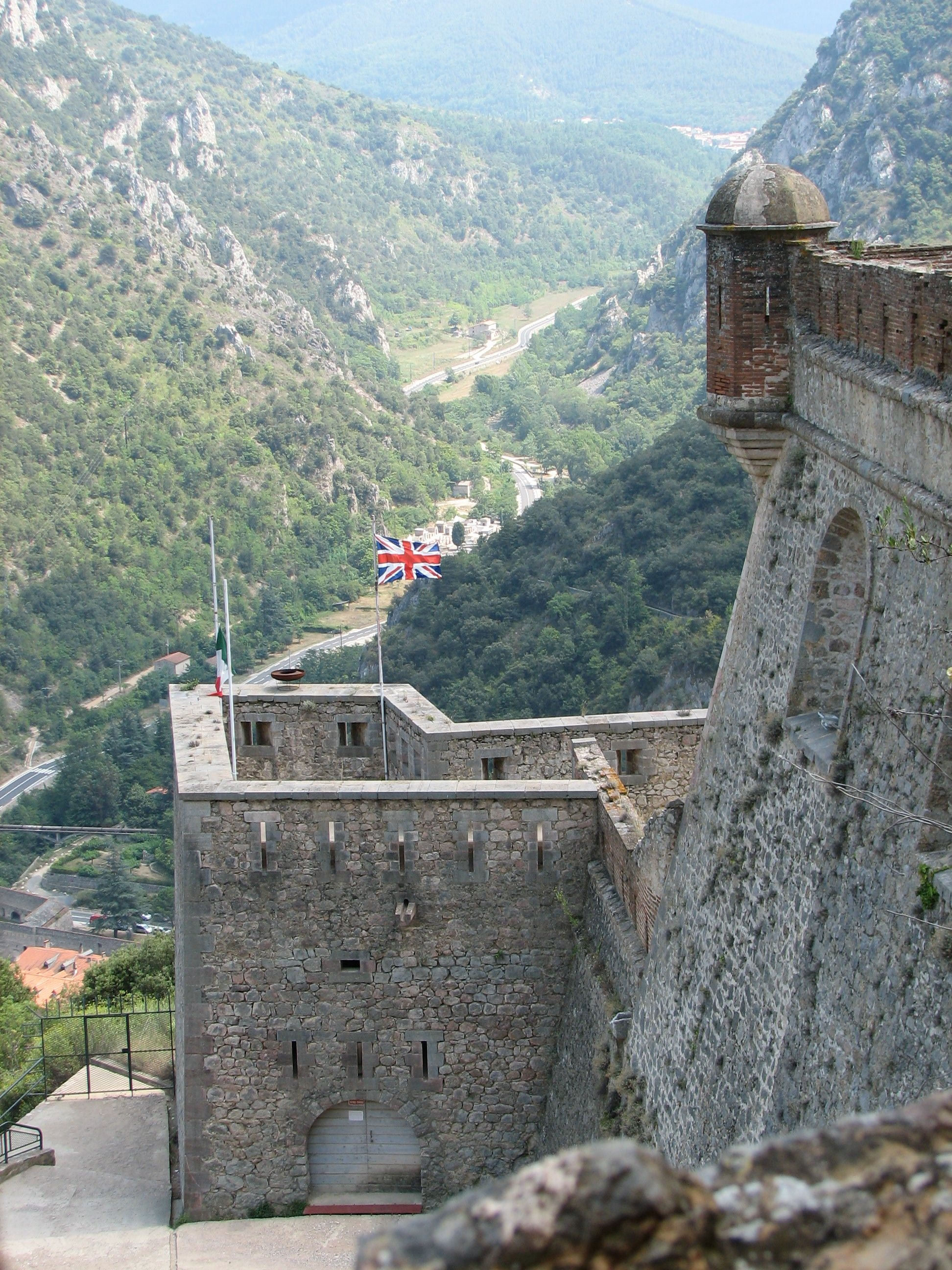
Blick vom Fort, weit in das Tal nach Süden, in Richtung Corneilla de Conflent

Mit dem Abschluss des Vertrags zum Pyrenäenfrieden 1659 wird die Grenze zwischen Spanien und Frankreich neu definiert. Katalonien wird geteilt, der südliche Teil fällt an Spanien, der nördliche Teil an Frankreich. Aufgrund seiner geografischen Lage erhält deshalb die Garnisonsstadt Villefranche-de-Conflent eine noch größere strategische Bedeutung zur Verteidigung des Conflent.
Die Stadt selbst war seit ihrer Gründung im 11. Jahrhundert immer stärker und besser befestigt worden. Je moderner jedoch die Waffen wurden, desto weniger reichten diese Mauern aus. Der berühmte Festungsbaumeister Sébastien Le Prestre de Vauban schlug daher vor, am Berghang über der Stadt eine neue Festung zu bauen.
Von dort oben wären Ankömmlinge schon von Weitem zu sehen, egal aus welchem der drei Täler sie kämen. Feinde könnten somit nicht überraschend vor den Toren von Villefranche-de-Conflent auftauchen. Darüber hinaus könnten Angreifer vom Fort aus, „von oben“ mit Kanonen auf eine größere Distanz bekämpft werden. Ein Angriff auf die Stadt selbst würde dadurch erheblich erschwert. Diese Idee scheiterte aber vorerst an den hohen Kosten.

## 17. und 18. Jahrhundert
Das Konzept von Vauban war schlussendlich so überzeugend, dass er 1681 mit dem Bau des Forts beauftragt wurde. Sechs Jahre später konnte das Fort in Betrieb genommen werden.

### Aufbau der Festung

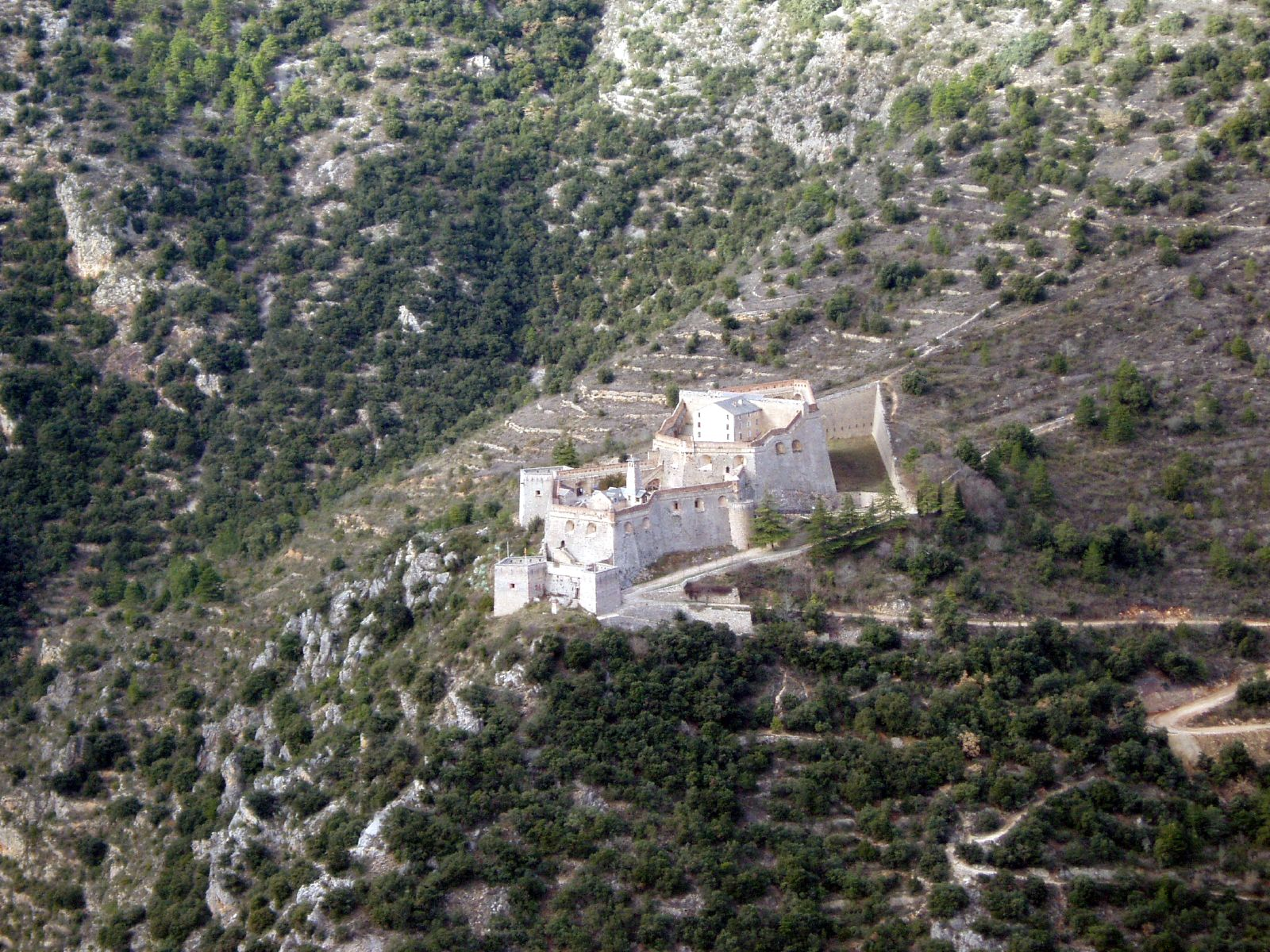
Fort Libéria am Hang des Belloc

Durch seine Lage an der steilen Flanke des Belloc, war das Fort von drei Seiten praktisch unangreifbar. Einzig von „oben“ drohte noch Gefahr. Aber auch dafür hatte Vauban Lösungen parat: Zum einen liefen die Festungsmauern auf der Bergseite zu einem spitzen Dreieck zusammen, so dass Geschosse daran besser abprallen sollten. In den Mauern befanden sich zahlreiche Kanonen-Schießscharten, um Angreifer unter Beschuss nehmen zu können.
Zum anderen wurde für die „Nahverteidigung“ bergseitig ein riesiger Wehrgraben (fossé) gebaut.
In den Berg wurde ein Wehrgang mit Schießscharten gebaut, der durch unterirdische Gänge vom Fort aus erreichbar ist. Damit die Soldaten im Wehrgang nicht durch den eigenen Pulverdampf vergiftet wurden, baute man oberhalb der Schießscharten kleine „Kamine“ ein. Durch diese konnte der Pulverdampf abziehen.
Der Wehrgang ist in abschließbare Sektoren unterteilt und von zwei Seiten vom Fort her zugänglich. Selbst wenn es also einem Feind gelungen wäre, in den Wehrgang einzudringen, kam er dort nicht weiter und konnte zugleich wirkungsvoll bekämpft werden.
Durch diesen „vorgelagerten“ Wehrgang konnten Angreifer im Wehrgraben von allen Seiten bekämpft werden. Dadurch wurde das Fort auch von der Bergseite her praktisch uneinnehmbar.

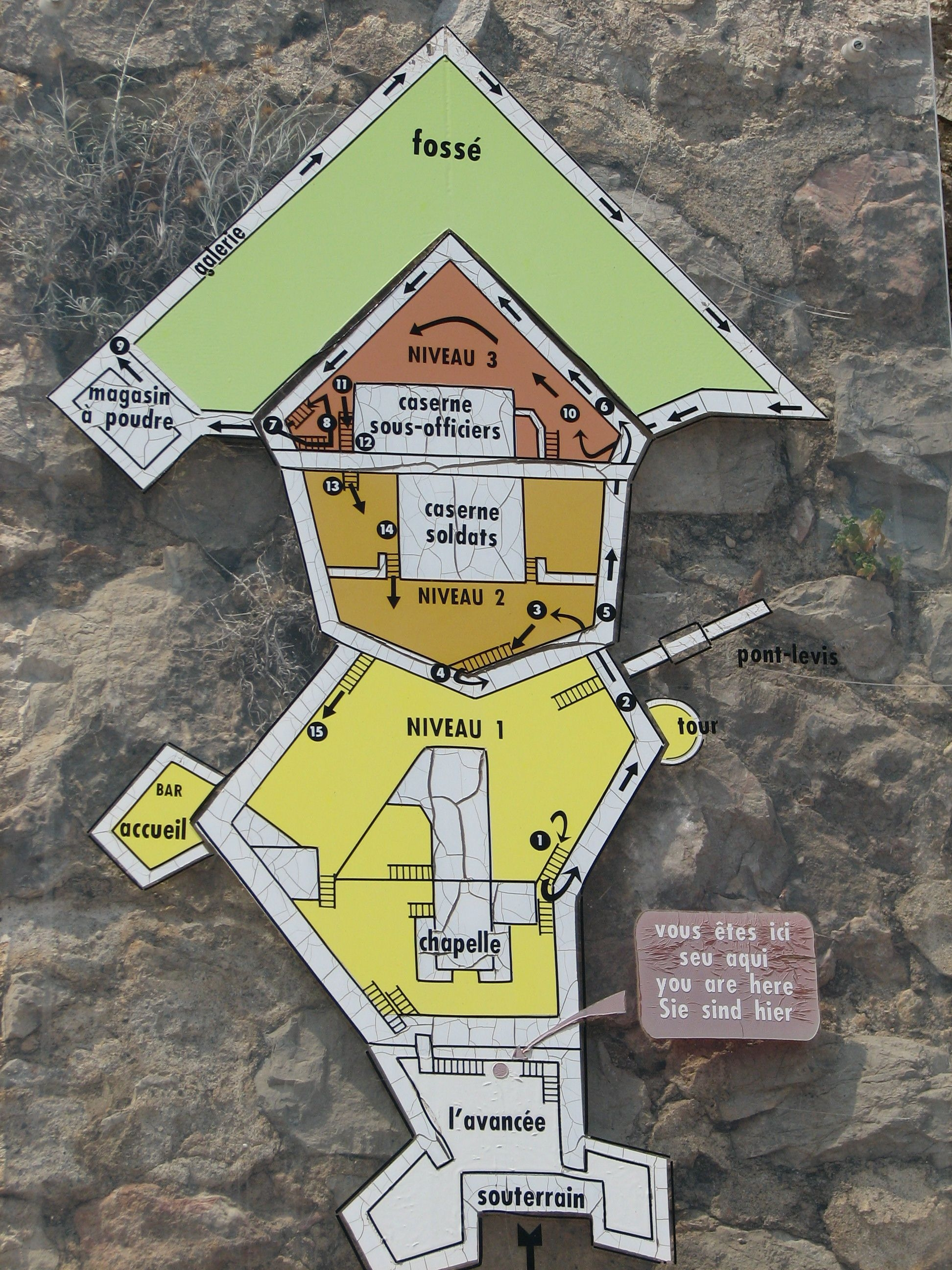
Übersichtsplan des Fort

Ebenfalls durch die Hanglage bedingt, wurde das Fort auf drei verschiedenen Ebenen gebaut (siehe Übersichtsplan): Auf der obersten Ebene des Fort (Niveau 3) wurde eine Kaserne für die Unteroffiziere gebaut. Diese Ebene war zugleich die gefährlichste: Bei einem Beschuss von oben konnte dieser Bereich getroffen werden.
Unterhalb der Kaserne befindet sich der Kerker, der als Frauengefängnis diente. Insgesamt acht Frauen waren dort im Laufe der Zeit inhaftiert. Die bekanntesten waren die Giftmörderin „La Chapelain“ (Giftaffäre am Hof Louis XIV.) und ihre Helferin Anne Guesdon, die nach 36 Jahren in diesem Kerker verstarb. Madeleine Chapelain selbst musste dort sogar 44 Jahre auf ihren Tod im Jahr 1724 warten.
Um autark zu sein, wurde im Erdgeschoss der Unteroffiziers-Kaserne eine Bäckerei eingebaut. Die Wasserversorgung wurde durch eine – beim Bau entdeckte – Quelle sichergestellt. Diese Quelle befand sich jedoch außerhalb der Festung und somit bestand die Gefahr, dass die Wasserzufuhr durch Saboteure unterbrochen oder vergiftet werden konnte.
Aus diesem Grund wurde zusätzlich, auf der mittleren Ebene (Niveau 2), eine Wasserfassung gebaut, in welcher das Regenwasser aus den Dachrinnen gesammelt werden konnte. Bevor das Wasser allerdings von da in die unterirdische, 70.000 Liter fassende Zisterne gelangte, wurde es durch ein Filtersystem aus Kies, Sand und Holzkohle geleitet. Dieser mehrstufige Filter war so effektiv, dass Trinkwasserqualität erreicht wurde.
Auf dieser zweiten Ebene errichtete Vauban auch die große Mannschaftskaserne, die ca. 100 Mann Platz bot. Unter dieser Kaserne befand sich die oben erwähnte Zisterne. Zum Schutz vor feindlichen Geschossen von der Bergseite wurde zwischen den Ebenen 1 und 2 eine große, dicke Trennmauer errichtet.

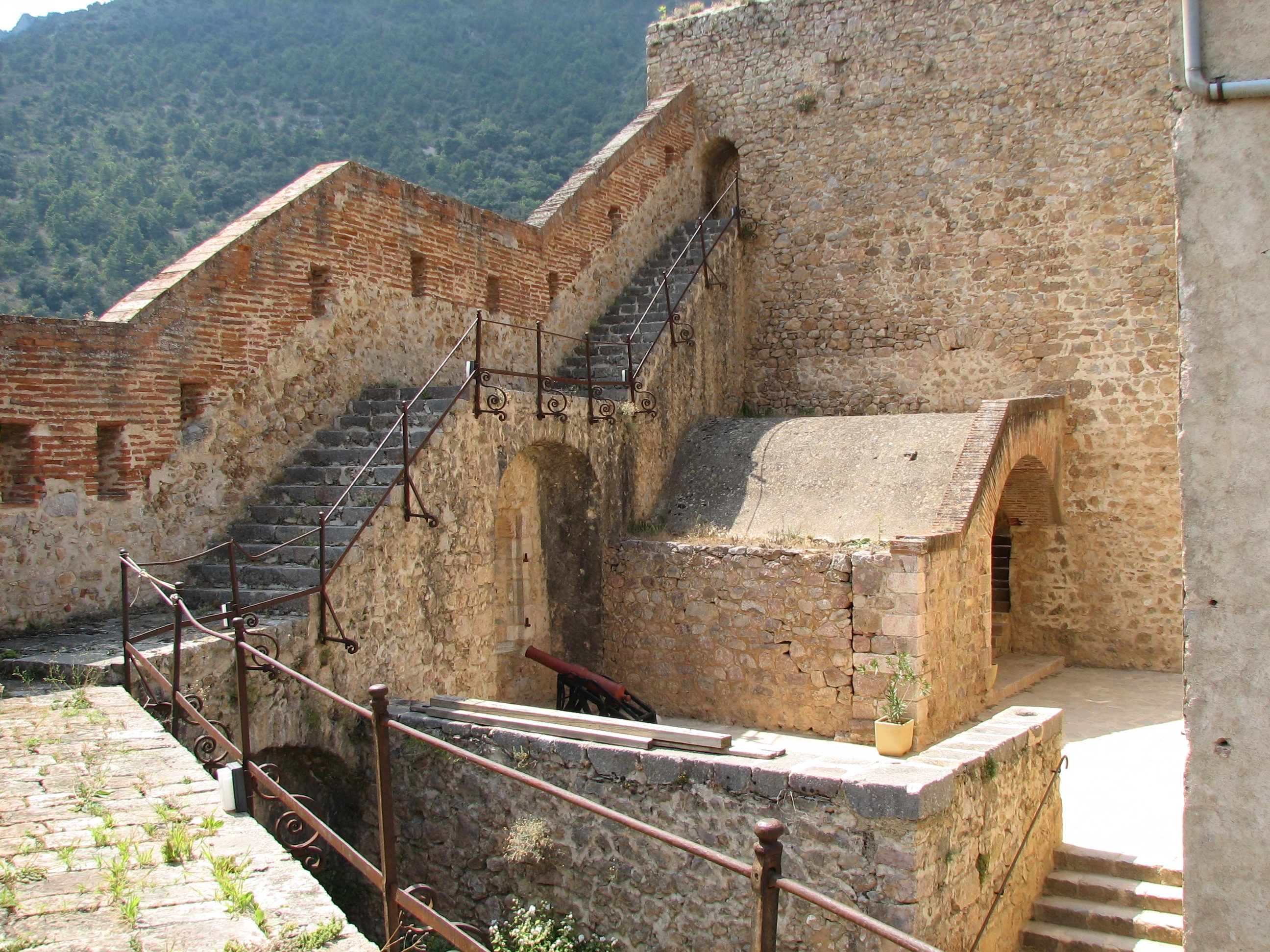
Brustwehr mit den über 300-jährigen Original-Eisengeländer

Auf der untersten Ebene (Niveau 1) des Fort baute man eine Offiziersunterkunft, die jedoch heute nicht mehr existiert.
Um nicht nur von weltlichen Dingen unabhängig zu sein, wurde auf dieser Ebene auch eine Kapelle und eine Krypta gebaut. Unter dieser Ebene befand sich noch eine weitere, 50.000 Liter fassende Zisterne, die als Überlauf für die große Zisterne auf der zweiten Ebene diente. Insgesamt konnten also in der Festung 120.000 Liter Wasser „gebunkert“ werden.
Der Hauptbestandteil der Festungsmauern ist der rosa Marmor des Kalkmassiv des Belloc. Die Mauersteine stammen somit direkt aus dem Berg, an dessen Hang das Fort steht. Zusammengehalten werden die Steine aus Mörtel der aus einem Drittel gelöschtem Kalk und zwei Drittel Sand besteht.
Die gesamte Brustwehr (als Rundweg) und die dazugehörigen Treppenaufgänge sind auf der Festungs-Innenseite mit Eisengeländer gesichert. Dafür wurde extra Eisenerz aus dem Canigou nach dem "katalanischen Verfahren" geschmiedet. Dieses Erz hatte den Ruf, sehr gut schmiedbar zu sein und nur wenig zu rosten. Tatsächlich präsentiert sich das Eisen heute – nach mehr als drei Jahrhunderten Wind und Wetter ausgesetzt und ohne jemals angestrichen gewesen zu sein – in einem erstaunlich guten Zustand.

### Bewaffnung

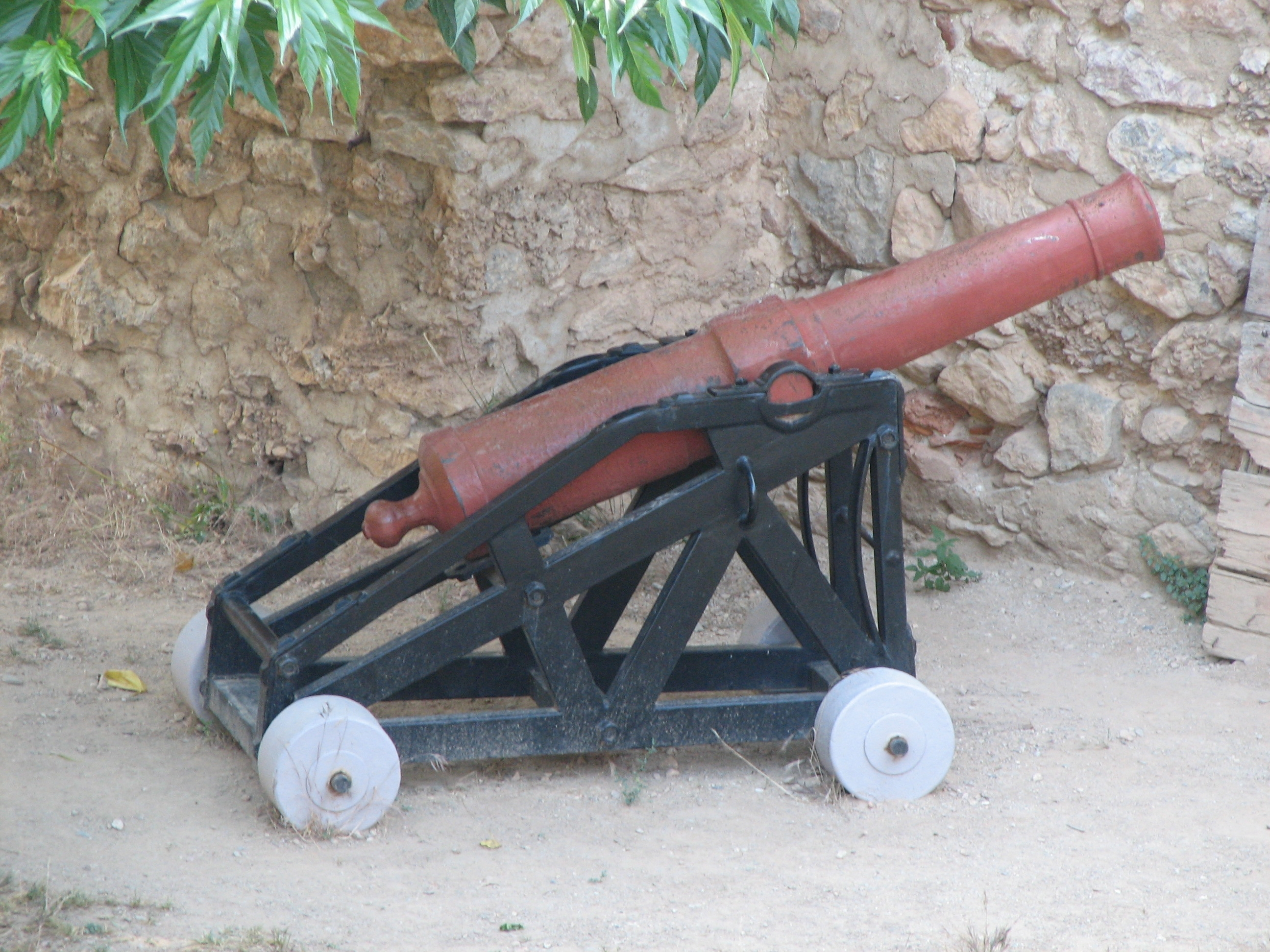
Kanone mit einer Reichweite von ca. 4 km

Das Fort verfügte über zwei 12-Pfund*-, zwei 8-Pfund*- und sechs 4-Pfund*-Kanonen (*Gewicht der Kanonenkugel). Jedes Geschütz war mit 200 Schuss Munition ausgerüstet. Die Reichweite dieser Kanonen betrug ungefähr 4 km. Um die Kanonen auf ihren Lafetten zu montieren, gab es im Fort extra einen Kran.
Gefeuert wurde aus großen Schießscharten, die bei Nichtgebrauch mit hölzernen Toren verschlossen wurden.
Die oben auf den Mauern verlaufende Brustwehr, die rund um die gesamte Festung führt, ist mit zahlreichen kleinen Schießscharten bestückt. Durch diese konnten die Soldaten zusätzlich mit ihren Gewehren feuern. Zur Verstärkung der Feuerkraft wurden noch ca. 36 fest montierbare, großkalibrige Musketen (Wallbüchsen) eingesetzt.
In der Pulverkammer lagerten rund 6 Tonnen Schießpulver. Ebenfalls war ausreichend Munition (Kugeln und Schrot) für die Waffen vorhanden. Zu guter Letzt durfte natürlich auch ein umfangreicher Vorrat an Pech/Teer nicht fehlen.

## 19. Jahrhundert

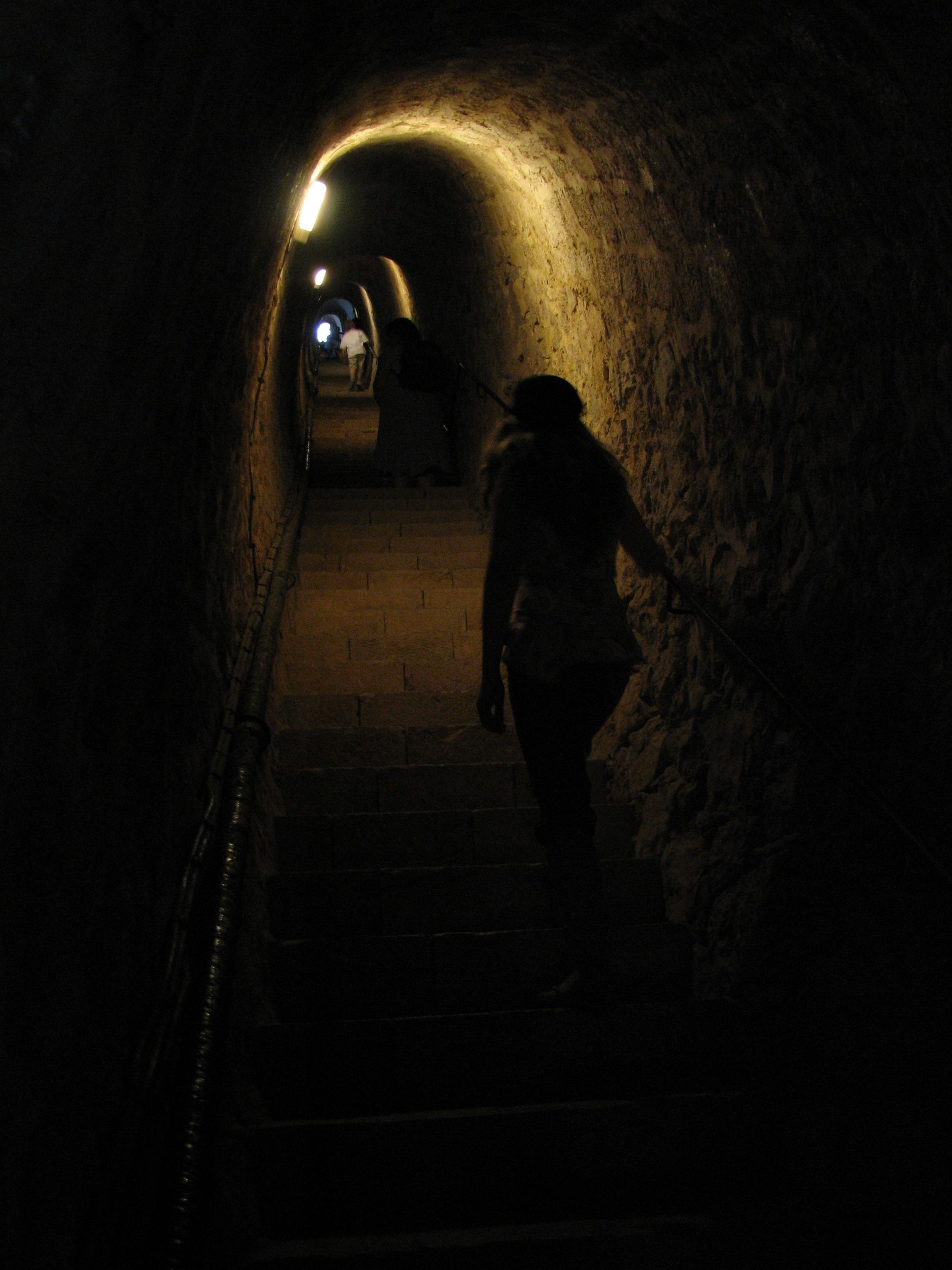
Unterirdischer Gang mit 734 Stufen

1850–1856 ließ Napoléon III. das Fort massiv verstärken. Vauban hatte den Fehler begangen, das Fort zu nahe über der Stadt zu bauen. Dadurch entstanden zwischen der Stadt und dem Fort tote Winkel, die weder von unten noch von oben eingesehen werden konnten. Um diesen Fehler zu korrigieren, wurde unten am Fort ein zusätzlicher Vorbau (l'avancée) und das „Souterrain des «1000 Marches» “ (Untergeschoss der „1000 Stufen“) gebaut. Dabei handelt es sich um einen unterirdischen Gang, der die 180 m tiefer liegende Stadt – über 734 Treppenstufen – mit dem Fort verbindet. Das sind zwar keine tausend Stufen wie der Name suggeriert, entspricht aber immerhin ungefähr 42 Stockwerken! Der Bau dieses unterirdischen Gangs dauerte 3 Jahre (1850–1853).
An mehreren Stellen wurden von dem Gang kleinere, befestigte Plattformen nach außen gebaut, so dass nun auch der Abschnitt zwischen Stadt und Fort überblickt und effektiv verteidigt werden konnte.
In dieser Bauphase wurde auch der Eingang zum Fort nach Nordosten verlegt und mit einem Rund-Turm gesichert. Damit wurde der Eingang gegen einen Beschuss vom südlich gelegenen Plateau d'Ambulla geschützt.
1890 gab die französische Armee Villefranche-de-Conflent als Garnisonstadt – und damit auch das Fort – auf.

## 20. Jahrhundert bis heute
1918 verlässt das letzte Detachement der französischen Armee das Fort.
Während des Ersten Weltkriegs diente das Fort noch einmal als „Gefängnis“ für 12 deutsche Offiziere, die in der ehemaligen Mannschaftskaserne untergebracht waren.
1927 sieht die Gemeinde keinen Nutzen mehr in dem Fort und verkauft es an den Unternehmer Julien Laurens aus Algier. Zur Ehrerbietung an die Stadt, die ursprünglich „Villa Liberia“ (freie Stadt) hieß, taufte dieser das Fort auf seinen heutigen Namen „Fort Libéria“.
Der kleine Kirchturm (clocheton) der Kapelle wurde 1930 als romanische "Architektur-Kopie" gebaut. Er ist damit das jüngste Bauwerk der Festung.
Im Zweiten Weltkrieg, von 1940 bis 1944, wurde das Fort dann nochmals kurz durch die Armee genutzt: Es diente Reservisten als Luftüberwachungsbasis.
Am 22. Juni 1957 wurde das Fort durch Marcel Puy zurückgekauft. Am 21. Juni 1984 verpachtete er es mit einem 99-jährigen Erbbaurecht an vier Kaufmanns-Paare aus Villefranche-de-Conflent. Rund drei Jahre lang wurde das Fort restauriert, mit der notwendigen Infrastruktur und Sicherheitsvorkehrungen versehen und am 9. Juli 1987 der Öffentlichkeit zugänglich gemacht.
Heute hat sich das Fort zur wichtigen Sehenswürdigkeit für den Tourismus von Villefranche-de-Conflent entwickelt. Die Besichtigung des Bauwerks ist das ganze Jahr über möglich.
Das Fort gehört seit 2008 zusammen mit anderen Befestigungen in ganz Frankreich zum UNESCO-Weltkulturerbe "Festungsanlagen von Vauban".

## Verkehrsanbindung
Das Fort ist von Villefranche-de-Conflent aus, auf drei verschiedenen Wegen erreichbar:
- Durch das Souterrain des „1000 Marches“, wo man die 180 m Höhenunterschied über die 734 Treppenstufen erklimmen kann;
- über einen relativ steilen Fußweg, der sich den Berg hoch windet;
- oder – am bequemsten – mit dem Navette (4x4-Pendelbus) der regelmäßig zwischen dem Städtchen und dem Fort verkehrt.

Nach Villefranche-de-Conflent gelangt man
- mit dem Auto über die N116, ungefähr 50 km von Perpignan entfernt, auf dem Weg zwischen Perpignan und Andorra.
- mit öffentlichen Verkehrsmitteln: Ab Perpignan mit dem Petit Train bis Villefranche-de-Conflent.

## Galerie

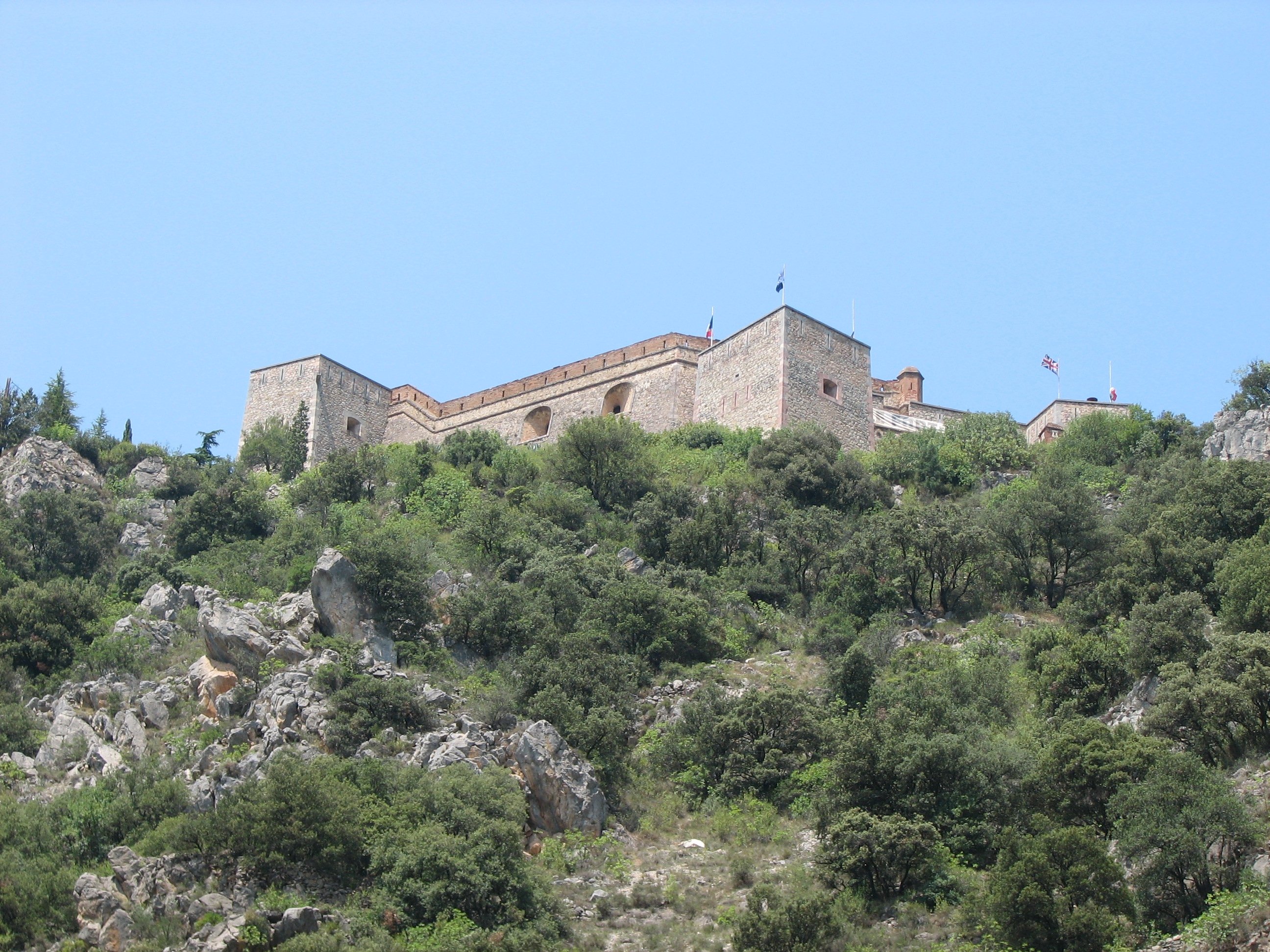
Das Fort Libéria vom Städtchen aus gesehen
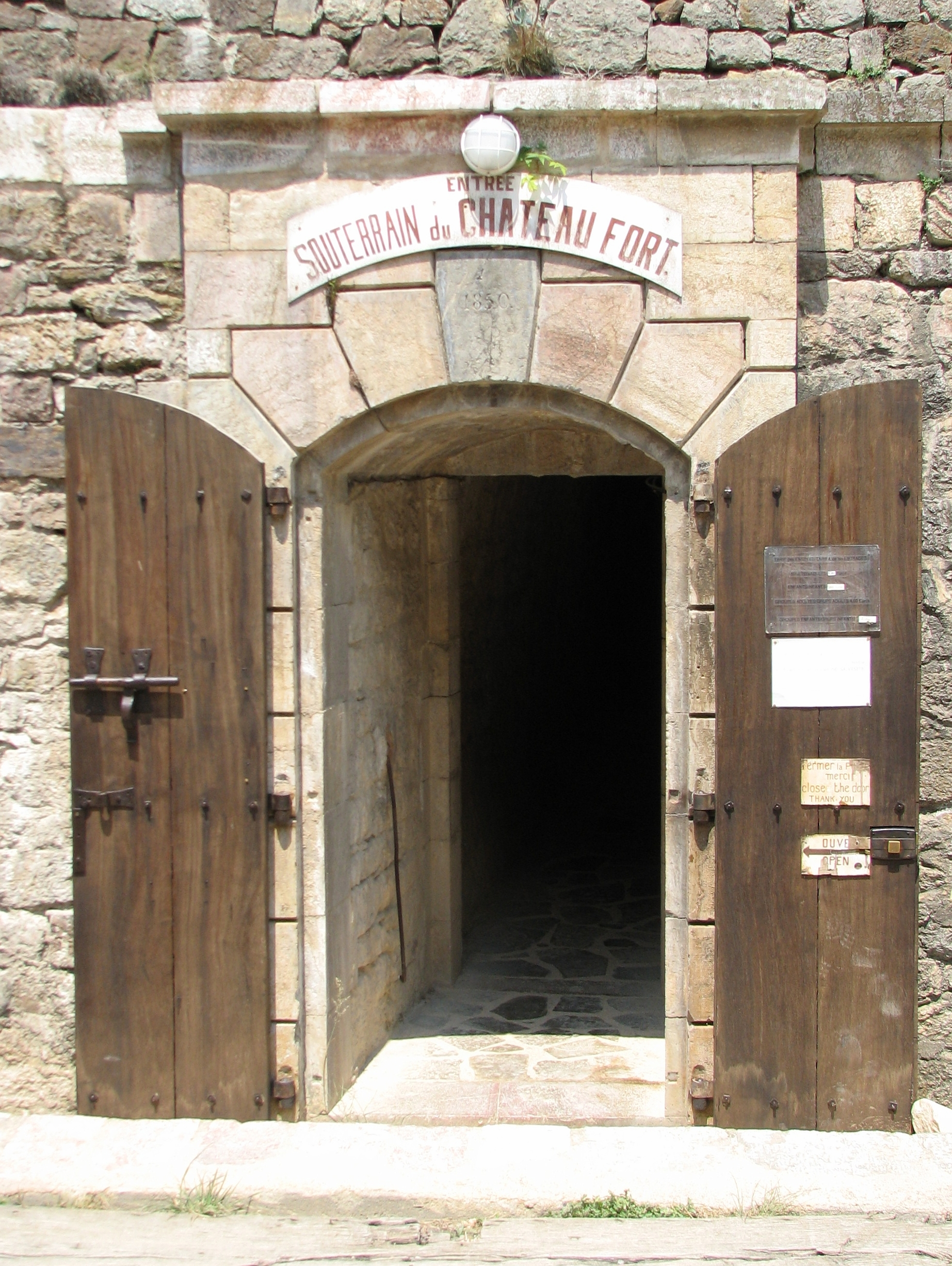
Der Eingang zum unterirdischen Gang – 42 Stockwerke höher liegt das Fort
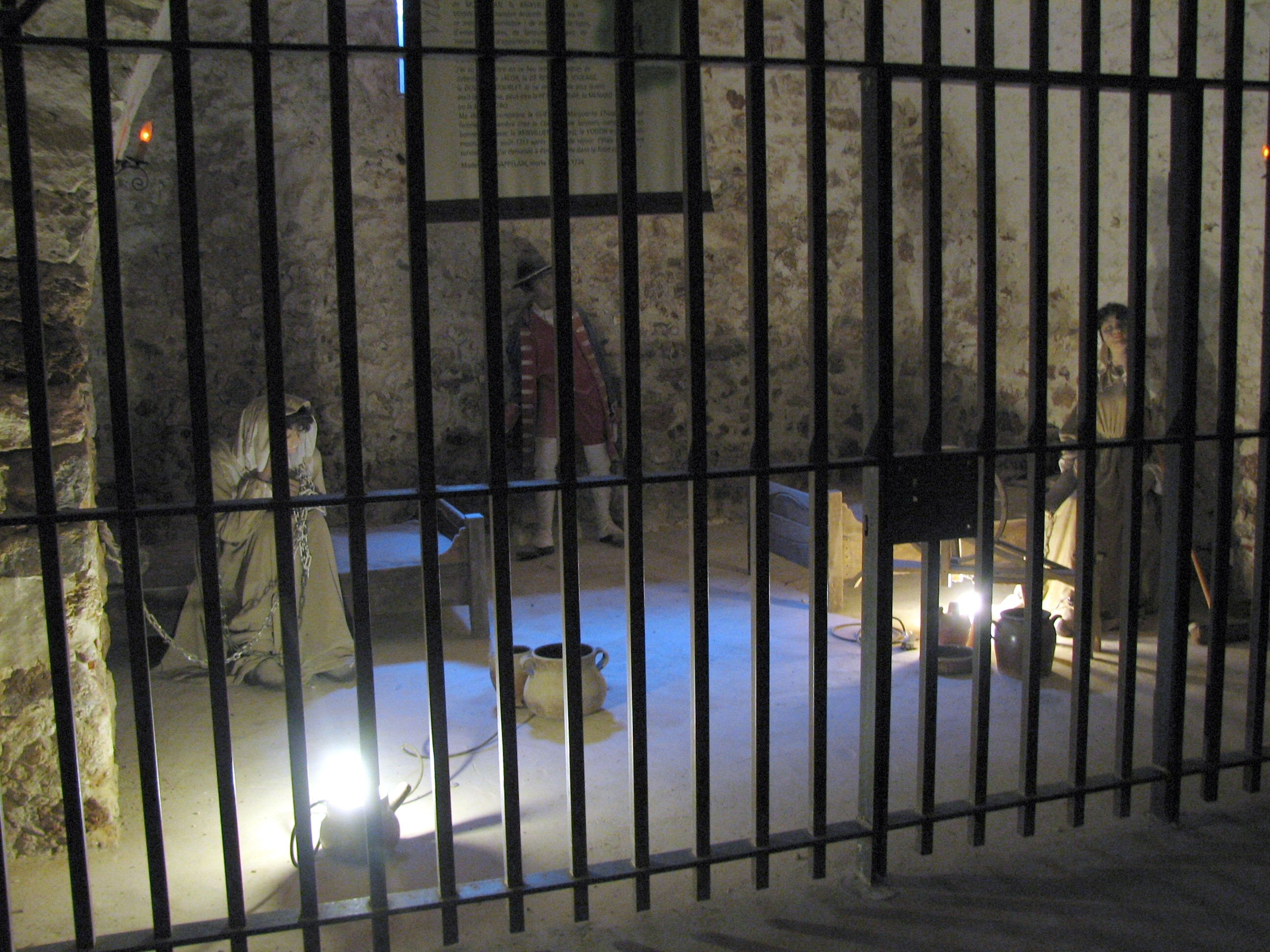
Das Frauengefängnis im Kerker des Fort Libéria
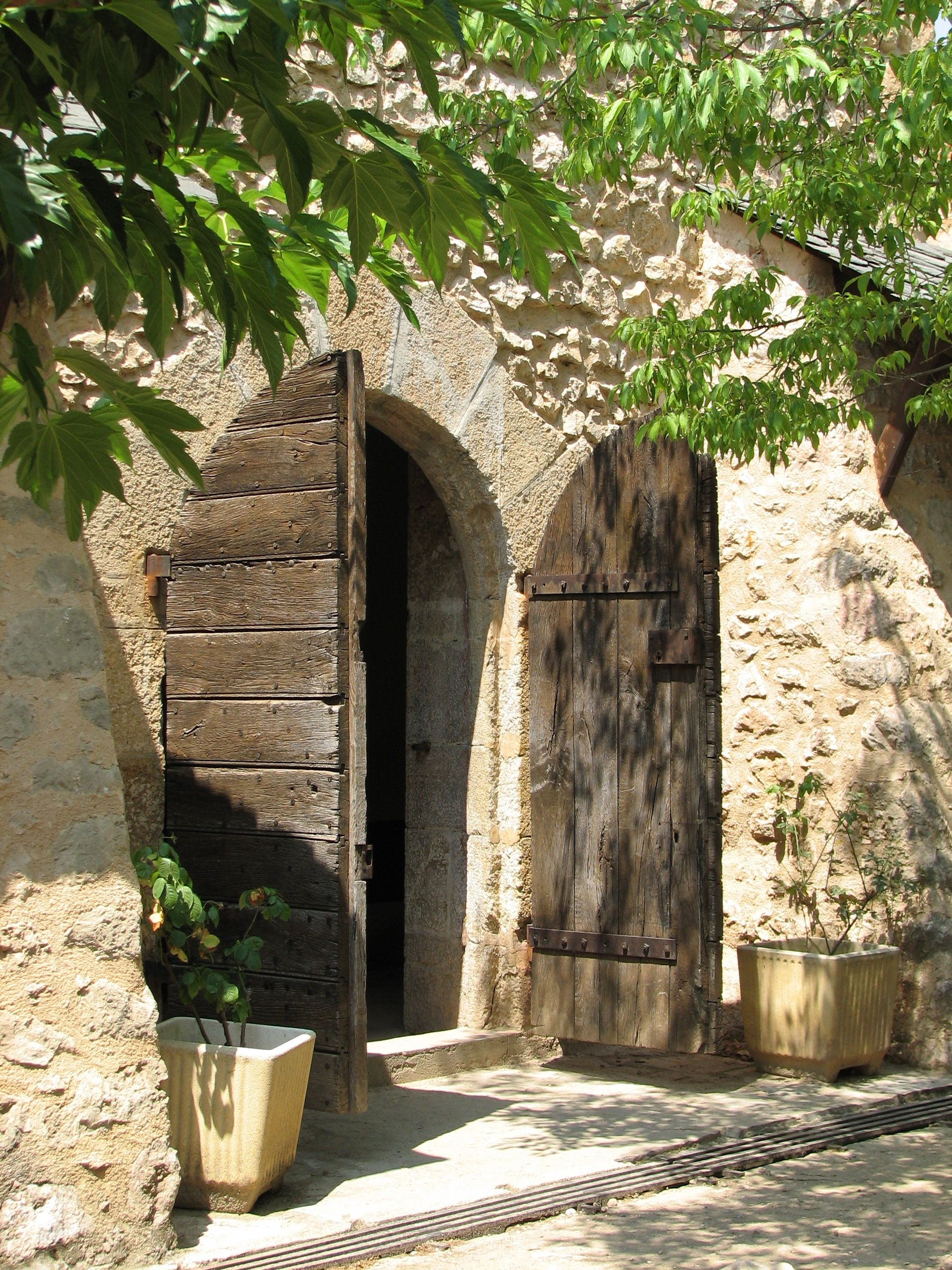
Stillleben (Eingang zur Kapelle)
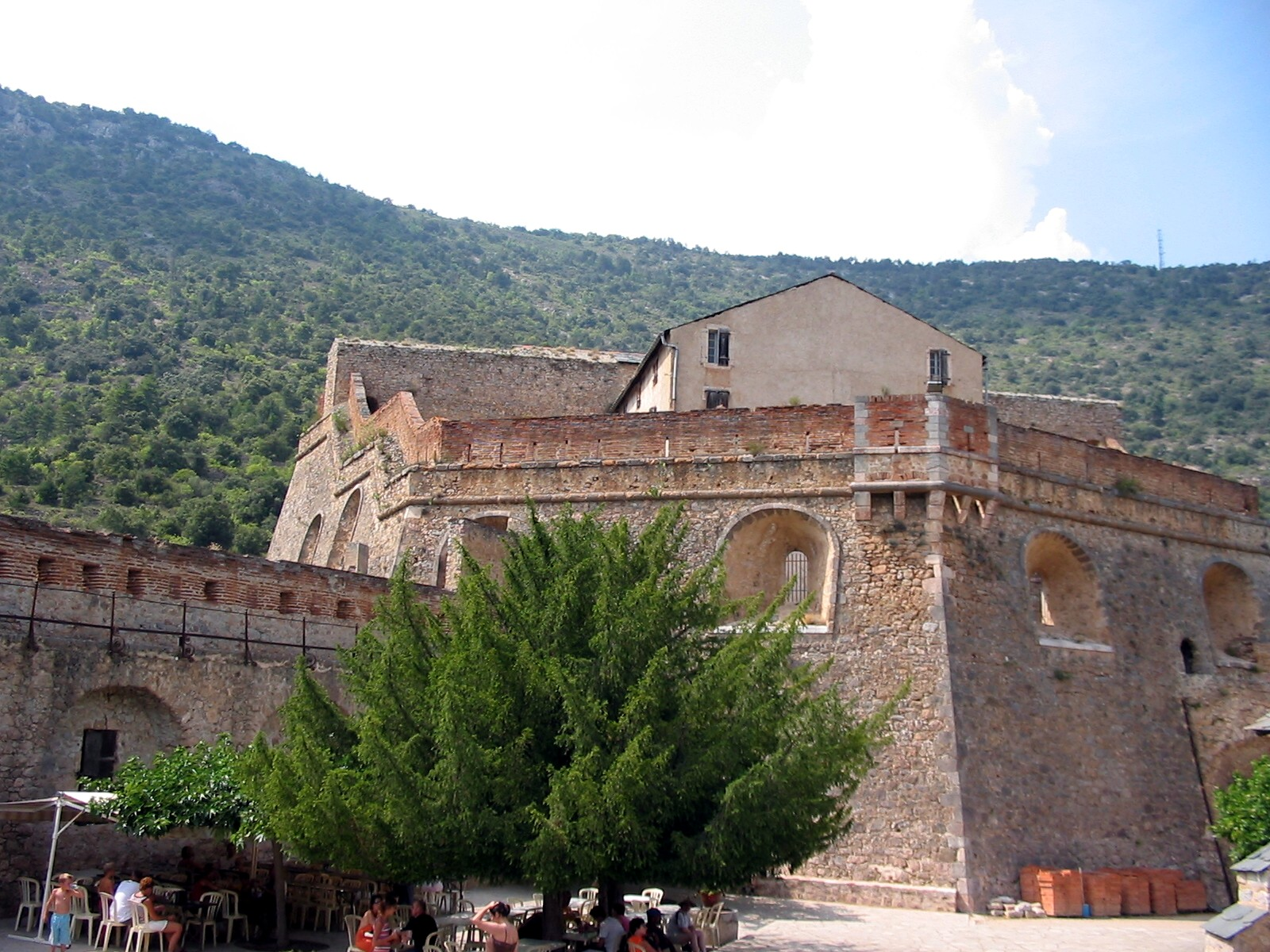
Blick von der Ebene 1 auf die Ebene 2 mit der Mannschaftskaserne
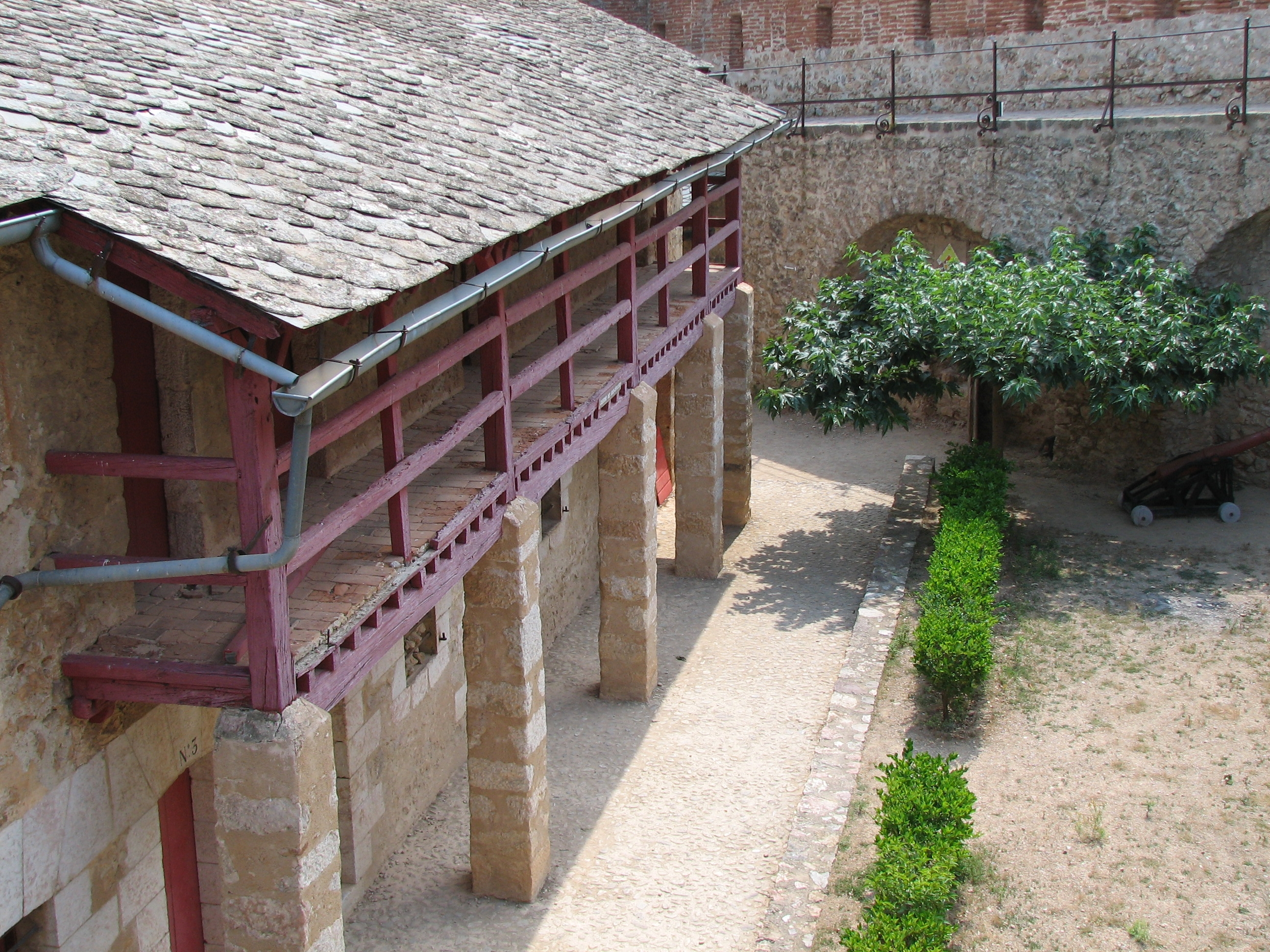
Unteroffizierskaserne mit Bäckerei im Erdgeschoss
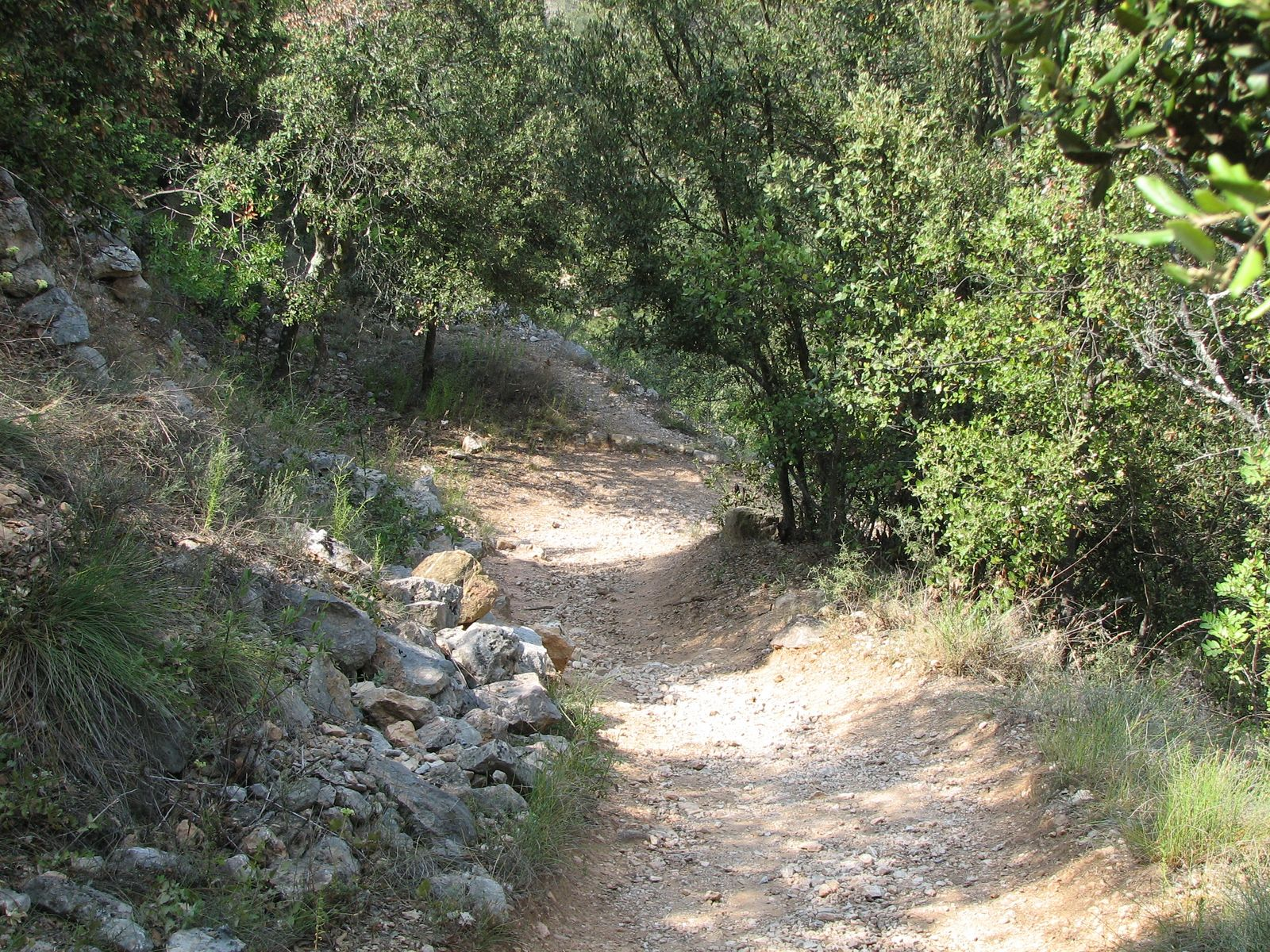
Fußweg vom Fort hinunter in die Stadt
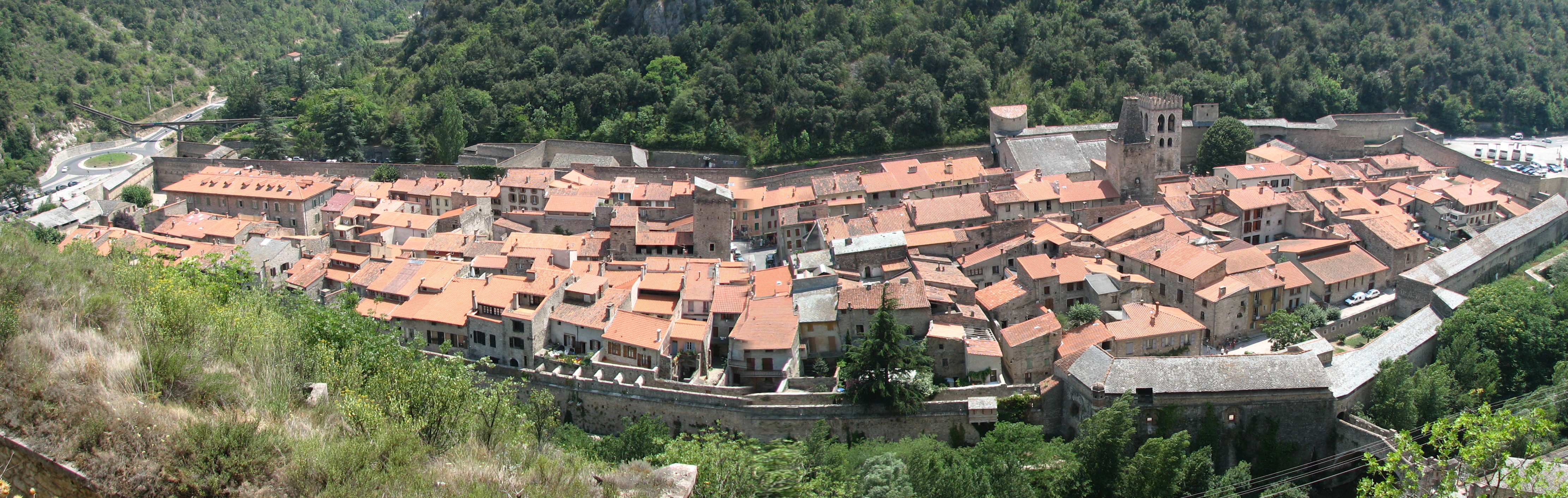
Blick vom Fort auf Villefranche-de-Conflent